# Zegriades fulvipennis
Zegriades fulvipennis là một loài bọ cánh cứng trong họ Cerambycidae.